# Dunhammer-familien
Dunhammer-familien (Typhaceae) er udbredt over hele kloden (undtagen Antarktis). De ca. 14 arter er samlet i to slægter, og det er stauder med kraftige jordstængler, som foretrækker fugtige voksesteder, og som har oprettet, linjeformede blade. Blomsterne er samlet i kompakte, cylindriske eller runde stande, som senere bliver til frugtstande.
| Slægter |

- Pindsvineknop (Sparganium)
- Dunhammer (Typha)